# Pseudoharpella arcolamylica
Pseudoharpella arcolamylica är en svampart som beskrevs av Ferrington, M.M. White & Lichtw. 2003. Pseudoharpella arcolamylica ingår i släktet Pseudoharpella, ordningen Harpellales, divisionen oksvampar och riket svampar.   Inga underarter finns listade i Catalogue of Life.